# Ichthyophis dulitensis
Ichthyophis dulitensis é uma espécie de anfíbio gimnofiono da família Ichthyophiidae endémico da Malásia.